# دونكان كيث
دونكان كيث هو لاعب هوكي الجليد كندي، ولد في 16 يوليو 1983 في وينيبيغ في كندا.

## وصلات خارجية
- الموقع الرسمي
- دونكان كيث على موقع دوري الهوكي الوطني (الإنجليزية)
- دونكان كيث على موقع EliteProspects.com (الإنجليزية)
- دونكان كيث على موقع HockeyDB.com (الإنجليزية)
- دونكان كيث على موقع Hockey-Reference.com (الإنجليزية)
- دونكان كيث على موقع أوليمبيديا (الإنجليزية)